# Jimmy Wang Yu
Jimmy Wang Yu (王羽 | cantonés: Wong Yu | mandarín: Wáng Yǔ) (Shanghái, Gobierno nacionalista de Nankín, 18 de marzo de 1943 - Taipéi, Taiwán, 5 de abril de 2022) fue un actor, director y productor taiwanés.

## Biografía
Educado en Shanghái, se trasladó a Hong Kong en 1960, donde adquirió fama como piloto automovilístico, jinete y nadador. En 1963 ingresó en el estudio Shaw Bros., donde interpretó pequeños papeles hasta que su aparición en Temple of the Red Lotus atrajo la atención del reputado director Chang Cheh, que le ofreció intervenir en varias de sus películas, especialmente One Armed Swordsman, su primer papel protagonista, que lo lanzó a la fama en 1967. En 1969 contrajo matrimonio con la también estrella cinematográfica Jeanette Lin Tsui. En 1970 dirigió su primera película, The Chinese Boxer, un vehículo a su servicio que entró en la Historia del Cine como la primera película de artes marciales sin armas. Pero poco después abandonó Shaw Bros. sin cumplir sus contratos con el estudio y se vio envuelto en una serie de litigios con la compañía que le obligaron a instalarse en Taiwán, desde donde continuó produciendo películas. Golden Harvest distribuyó su primer éxito fuera de Shaw Bros., El luchador manco, en 1971, así como su primer vehículo internacional, El dragón vuela alto, en 1975. A mediados de la década de los 90 se retiró del cine.

## Filmografía

### Actor
|  | - Twin Sword (1964) - Tiger Boy (1964) - Temple of the Red Lotus (1965) - The Twin Swords (1965) - Magnificent Trio (1966) - Tiger Boy (1966) - The Assassin (1967) - Trail of the Broken Blade (1967) - Asia-Pol (1967) - Sword and the Lute (1967) - One-Armed Swordsman (1967) - The Sword of Swords (1968) - The Golden Swallow (1968) - One-Armed Swordsman Return (1969) - My Son (1970) - The Chinese Boxer (1970) - One Armed Boxer (1971) - The Desperate Chase (1971) - The Professional Killer (1971) - Morale and Evil (1971) - Invincible Sword (1971) - Zatoichi 22: Meets the One Armed Swordsman (1971) - Magnificent Chivalry (1971) - The Invincible (1972) - Furious Slaughter (1972) - The Last Duel (1972) - Chow Ken (1972) - The Adventure (1972) - Shogun Saints (1972) - Royal Fist (1972) - Kung Fu Mama (1972) - Black Friday (1973) - A Man Called Tiger (1973) - Knight Errant (1973) - Seaman No. 7 (1973) - Beach of the War Gods (1973) - The Two Cavaliers (1973) - King of Boxers (1973) - Ten Fingers of Steel (1973) | - Boxers of Loyalty and Righteousness (1973) - The Tattooed Dragon (1973) - My Father, My Husband, My Son (1974) - The Iron Man (1974) - The Hero (1974) - Four Real Friends (1974) - A Cookbook of Birth Control (1975) - The Man from Hong Kong (1975) - The Gallant (1975) - Return of the Chinese Boxer (1975) - Great Hunter (1975) - A Queen's Ransom (1976) - One Armed Swordsman Against Nine Killers (1976) - One Armed Swordsmen (1976) - Killer Meteors (1976) - Rage of the Masters (1976) - Master of the Flying Guillotine (1976) - Tiger and Crane Fist (1976) - The Criminal (1977) - Brotherly Love (1977) - One Arm Chivalry Fights Against One Arm Chivalry (1977) - Lantern Street (1977) - Deadly Silver Spear (1977) - Blood of the Dragon (1978) - Point of the Finger of Death (1978) - Big Leap Forward (1978) - Ma Su Chen (1979) - Fantasy Mission Force (1979) - The Battle of Guningtou (1979) - Revenge of Kung Fu Mao (1982) - Fantasy Mission Force (1983) with Jackie Chan - Shanghái (1984) - Millionaires' Express (1986) - Island of Fire (1990) - Once Upon a Time in China (1991) - Shogun & Little Kitchen (1992) - Requital (1992) - Beheaded 1000 (1993) - Cinema of Vengeance (1994) |  |

### Productor
- Boxers of Loyalty and Righteousness (1973)
- The Return of the One Armed Swordsman (1969)
- Island of Fire (1990)
- Beheaded 1000 (1993)
- Stand Behind the Yellow Line (1997)
- Eighteen Springs (1997)

### Director
- The Chinese Boxer (1970)
- The One-Armed Boxer (1971)
- Boxers of Loyalty and Righteousness (1973)
- Four Real Friends (1974)
- The Man from Hong Kong (1975) ( Australian Brian Trenchard-Smith was principal director w/Wang Yu doing some 2nd unit work)
- Tiger and Crane Fist (1976)
- Master of the Flying Guillotine (1976)
- One Armed Swordsmen (1976)

### Director de acción
- Boxers of Loyalty and Righteousness (1973)

### Guionista
- The Chinese Boxer (1970)
- The One-Armed Boxer (1971)
- Beach of the War Gods (1973)
- Master of the Flying Guillotine (1976)